# Crush
Crush este o trupă de muzică dance/pop din România. În toamna anului 2004 în trupă a intrat și cântăreața Alexandra Ungureanu, formând astfel un trio care a înregistrat un succes destul de bun în rândul trupelor de acest gen din România.
În această formulă, Radu, Sorin și Alexandra au produs împreună două albume de studio: Crush + Alexandra Ungureanu (2005) și Hello (2007).

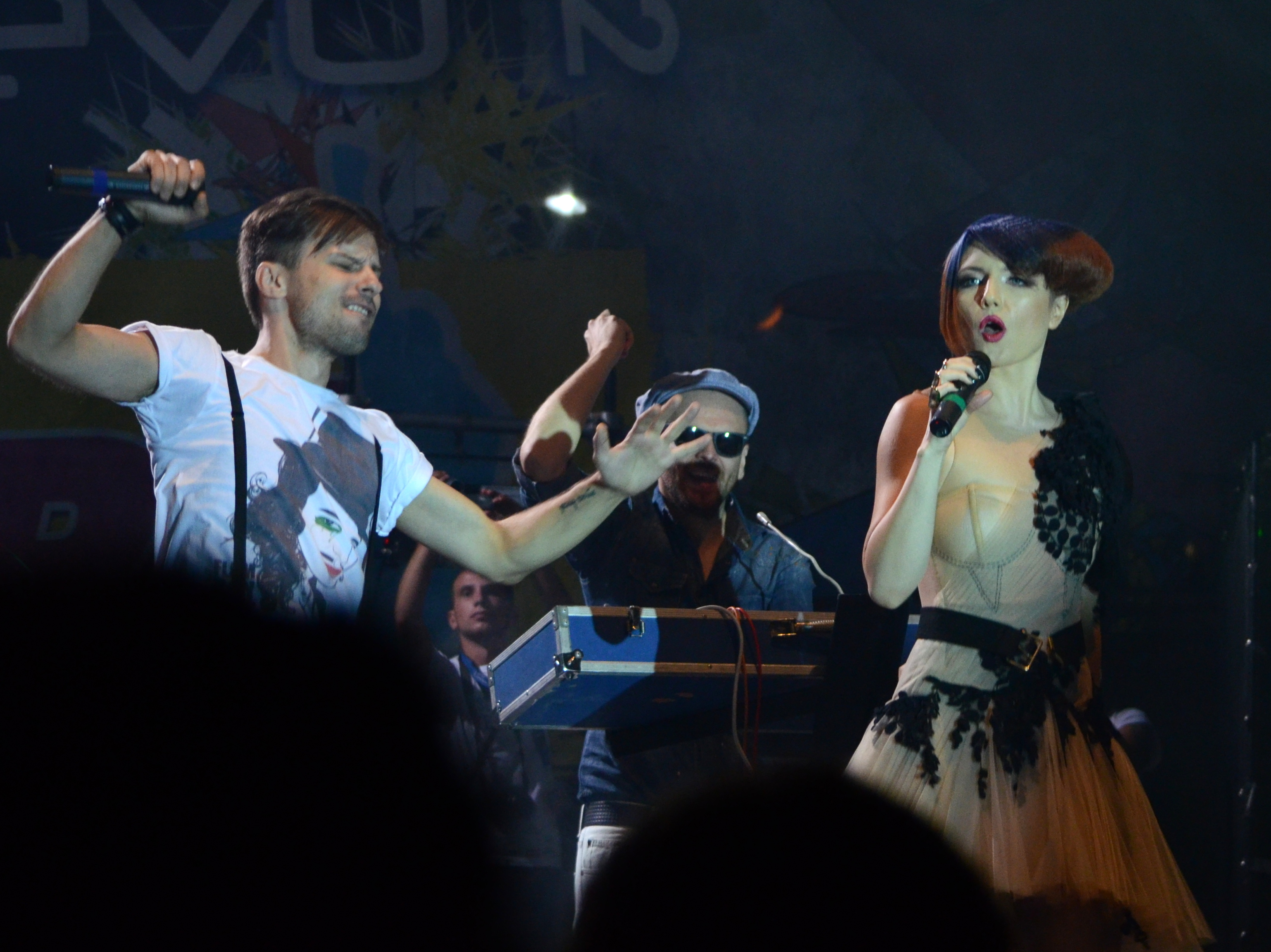
Alexandra Ungureanu și trupa Crush, la Mix Music Evolution 2012, București

Trupa a continuat să aibă succes și concerte într-un număr destul de mare, cu apariții incluzând Romanian Top Hits, Callatis și multe altele.
Recent, în trupă a intrat un nou membru, percuționistul Chi Pah, formând astfel un cvartet. Această noutate a fost primită cu mare căldură de catre fani, multă lume fiind de acord că era nevoie de o schimbare în imaginea grupului.
Alexandra Ungureanu a părăsit trio-ul în anul 2017, după lansarea ultimei melodii în colaborare cu Crush - „Copiii din noi”, în același an.